# Dominique Bedel
Pour les articles homonymes, voir Bedel.
Dominique Bedel, né le 20 février 1957 à Casablanca, est un joueur de tennis français.

## Carrière
Dominique Bedel a participé, au sein de l'équipe de France, à deux rencontres de Coupe Davis 1979 et 1980. Il a ainsi joué deux matchs en simple lors du quart de finale de la zone Europe contre la Suisse à Roland-Garros en 1979, battant notamment Heinz Günthardt sur le score fleuve de 2-6, 6-4, 4-6, 14-12, 7-5.
no 3 Français en fin d'année 1979 et 1982.

## Palmarès

### Titre en simple messieurs
| No | Date       | Nom et lieu du tournoi              | Catégorie       | Dotation | Surface      | Finaliste      | Score    |  |
| -- | ---------- | ----------------------------------- | --------------- | -------- | ------------ | -------------- | -------- |  |
| 1  | 10-11-1980 | Tournoi de tennis de Bogota, Bogota | GP World Series | 50 000 $ | Terre (ext.) | Carlos Kirmayr | 6-4, 7-6 |  |

### Finale en simple messieurs
| No | Date       | Nom et lieu du tournoi            | Catégorie | Dotation  | Surface      | Vainqueur   | Score         |  |
| -- | ---------- | --------------------------------- | --------- | --------- | ------------ | ----------- | ------------- |  |
| 1  | 18-10-1982 | Tournoi de tennis du Japon, Tokyo |           | 125 000 $ | Terre (ext.) | Jimmy Arias | 6-2, 2-6, 6-4 |  |

### Finale en double messieurs
| No | Date       | Nom et lieu du tournoi                 | Catégorie | Dotation | Surface      | Vainqueurs                      | Partenaire    | Score         |  |
| -- | ---------- | -------------------------------------- | --------- | -------- | ------------ | ------------------------------- | ------------- | ------------- |  |
| 1  | 09-05-1983 | Tournoi de tennis de Florence Florence |           | 75 000 $ | Terre (ext.) | Francisco González Víctor Pecci | Bernard Fritz | 4-6, 6-4, 7-6 |  |

## Parcours dans les tournois duGrand Chelem

### En simple
| Année | Open d'Australie | Open d'Australie | Internationaux de France | Internationaux de France | Wimbledon       | Wimbledon  | US Open         | US Open       | Open d'Australie | Open d'Australie |
| ----- | ---------------- | ---------------- | ------------------------ | ------------------------ | --------------- | ---------- | --------------- | ------------- | ---------------- | ---------------- |
| 1976  | —                | —                | 1er tour (1/64)          | B. Borg                  | —               | —          | —               | —             | n.o.             | n.o.             |
| 1977  | —                | —                | 2e tour (1/32)           | J. Hřebec                | —               | —          | —               | —             | —                | —                |
| 1978  | n.o.             | n.o.             | 1er tour (1/64)          | J. Higueras              | —               | —          | —               | —             | —                | —                |
| 1979  | n.o.             | n.o.             | 3e tour (1/16)           | W. Fibak                 | —               | —          | 1er tour (1/64) | J. Fillol     | —                | —                |
| 1980  | n.o.             | n.o.             | 2e tour (1/32)           | B. Manson                | 1er tour (1/64) | R. Simpson | 1er tour (1/64) | P. Feigl      | —                | —                |
| 1981  | n.o.             | n.o.             | 1er tour (1/64)          | G. Mayer                 | —               | —          | 1er tour (1/64) | To. Gullikson | —                | —                |
| 1982  | n.o.             | n.o.             | 1er tour (1/64)          | J. Lapidus               | —               | —          | —               | —             | —                | —                |
| 1983  | n.o.             | n.o.             | 3e tour (1/16)           | M. Wilander              | —               | —          | —               | —             | —                | —                |
| 1984  | n.o.             | n.o.             | 1er tour (1/64)          | J. Arias                 | —               | —          | —               | —             | —                | —                |

N.B. : à droite du résultat se trouve le nom de l'ultime adversaire.

### En double
| Année | Open d'Australie | Open d'Australie | Internationaux de France         | Internationaux de France  | Wimbledon | Wimbledon | US Open | US Open | Open d'Australie | Open d'Australie |
| ----- | ---------------- | ---------------- | -------------------------------- | ------------------------- | --------- | --------- | ------- | ------- | ---------------- | ---------------- |
| 1978  | n.o.             | n.o.             | 1er tour (1/32) J.-F. Caujolle   | A. Muñoz A. Zugarelli     | —         | —         | —       | —       | —                | —                |
| 1979  | n.o.             | n.o.             | 2e tour (1/16) É. Deblicker      | G. Mayer S. Mayer         | —         | —         | —       | —       | —                | —                |
| 1980  | n.o.             | n.o.             | 2e tour (1/16) C. Roger-Vasselin | P. McNamara P. McNamee    | —         | —         | —       | —       | —                | —                |
| 1981  | n.o.             | n.o.             | 1er tour (1/32) P. Portes        | P. Feigl B. Martin        | —         | —         | —       | —       | —                | —                |
| 1982  | n.o.             | n.o.             | 1er tour (1/32) J.-L. Haillet    | T. Viljoen D. Visser      | —         | —         | —       | —       | —                | —                |
| 1983  | n.o.             | n.o.             | 1er tour (1/32) G. Moretton      | S. Simonsson H. Sundström | —         | —         | —       | —       | —                | —                |
| 1984  | n.o.             | n.o.             | 2e tour (1/16) P. Portes         | A. Järryd H. Simonsson    | —         | —         | —       | —       | —                | —                |

N.B. : le nom du ou de la partenaire se trouve sous le résultat ; le nom des ultimes adversaires se trouve à droite.

## Classement ATP en fin de saison

### En simple
| Année | 1976 | 1977 | 1978 | 1979 | 1980 | 1981 | 1982 | 1983 | 1984 | 1985 |
| Rang  | 310  | 210  | 170  | 68   | 103  | -    | 45   | 161  | 308  | 724  |